# Willamette Collegian
A Willamette Collegian (más néven Collegian) a Willamette Egyetem hallgatói folyóirata az Amerikai Egyesült Államok Oregon államának Salem városában, a College Publisher Network tagja.

## Története
Az újságot először 1875-ben adták ki. 1889-ben újraalapították, 1908-ban pedig a havilap egy dollárba került. 1948-ban a kiadványt tizenhatodik alkalommal tüntették ki a kiválóságdíjjal. Ugyanezen évben a folyóirat állami figyelmet kapott, amikor John Hubert Hall kormányzóval a faji kérdésekről szóló interjút készítettek. 2000 novemberében a lap Ralph Nader elnökjelöltet választotta a hét sportolójának, azt állítva, hogy ő a felelős a választások kimeneteléért.
2001-ben az újságíró-kiadók szövetsége a lapot a legjobb képregény, legjobb szövegezés és legjobb vezércikk kategóriákban is kitüntette. 2002-ben a hírszerkesztés kategóriájában kiválóságdíjat nyert, 2004-ben pedig kitüntették arculatát. 2008-ban további díjakat is nyert.
Az újság példányait a Mark O. Hatfield Könyvtár archiválja.

## Korábbi munkatársak
- Don Scarborough, a Statesman Journal szerkesztője[9]
- E. Hale Tabor, újságkiadó[10]
- Jim Close, a Statesman Journal riportere[11]

## Fordítás
- Ez a szócikk részben vagy egészben  a   Willamette Collegian című angol Wikipédia-szócikk ezen változatának fordításán alapul.  Az eredeti cikk szerkesztőit annak laptörténete sorolja fel. Ez a jelzés csupán a megfogalmazás eredetét és a szerzői jogokat jelzi, nem szolgál a cikkben szereplő információk forrásmegjelöléseként.